# 卡缅卡 (沃罗涅日州)
卡缅卡（羅馬化：Kamenka）是俄罗斯沃罗涅日州的市级镇、卡缅卡区行政中心，在州府沃罗涅日南偏东方。
该地2021年人口有7,867人；2010年人口9,192；2002年人口9,583；1989年人口9,478。